# جورج إف. تومسون
جورج إف. تومسون هو سياسي أمريكي، ولد في 24 يوليو 1870 في ساراتوغا سبرينغس في الولايات المتحدة، وتوفي في 13 يونيو 1948 في ميدلبورت في الولايات المتحدة. نشط حزبياً في الحزب الجمهوري. وقد انتخب عضو جمعية ولاية نيويورك ‏ وانتخب عضو مجلس ولاية نيويورك ‏.